# Jean Gaston Darboux
Jean-Gaston Darboux (14. srpna 1842, Nîmes – 23. února 1917, Paříž) byl francouzský matematik.

## Život
Významně přispěl do dějin geometrie a matematické analýzy (viz například Diferenciální rovnice). Byl životopiscem Henriho Poincarého a zpracoval dílo Josepha Fouriera.
Doktorský titul Ph.D. obhájil na École normale supérieure v roce 1866. Jeho diplomová práce, napsaná pod vedením Michela Chaslese, nesla název Sur les surfaces orthogonales.
Mezi jeho studenty patřili: Émile Borel, Élie Cartan, Gheorghe Ţiţeica a Stanisław Zaremba.

## Ocenění
V roce 1902 byl zvolen „zahraničním členem“ Královské společnosti; v roce 1916 od ní obdržel Sylvesterovu medaili.
V roce 1908 byl zvolen členem Německé akademie věd Leopoldina. Od roku 1895 byl korespondujícím členem Ruské akademie věd v Petrohradě, v roce 1897 byl zvolen členem pruské a od roku 1899 i bavorské akademie věd. V roce 1884 byl zvolen do Francouzské akademie věd a v roce 1900 byl jmenován stálým tajemníkem její matematické sekce. V roce 1878 byl prezidentem Société Mathématique de France.
Je po něm pojmenována celá řada pojmů:
- Darboux cubic[5]
- Darbouxova formule[6]
- Darbouxova funkce
- Darbouxova rovnice
- Darbouxova transformace
- Darbouxova věta
- Darbouxovy síťové invariance
- Darbouxův integrál
- Darbouxův[7] či Goursatův problém[8]
- Darbouxův rámec
- Darbouxův vektor[9]
- Darbouxův vzorec
- Euler-Darbouxova rovnice[10]
- Euler-Poisson-Darbouxova rovnice[11]
- Christoffel-Darbouxová identita[12]
- Christoffel-Darbouxova formulé[13]

## Knihy Gastona Darbouxe
1887-96. Leçons sur la théorie générale des surfaces et les applications géométriques du calcul infinitésimal. Gauthier-Villars:
- Vol. 1.
- Vol. 2.
- Vol. 3.
- Vol. 4.